# 祖利拉獨立足球會
祖利拉獨立足球會（Club Atlético Independiente de la Chorrera）是一家巴拿馬的足球會，成立於1982年，位於拉祖利拉。球隊現於巴拿馬乙組足球聯賽作賽。